# Mount Goodenough
Mount Goodenough – góra w kanadyjskim terytorium Terytoria Północno-Zachodnie, w paśmie Gór Richardsona, w południowej części Aklavik Range (67°56′59″N, 135°31′29″W), położona na południowy zachód od Aklaviku, o wysokości ok. 981 m (tj. 3219 ft) n.p.m. Nazwa została nadana przez Johna Franklina podczas jego drugiej ekspedycji do Arktyki (w latach 1825–1827) na cześć prominentnego członka Royal Society Edmunda M. Goodenougha. Najbardziej na wschód wysunięta (w dolinę rzeki Mackenzie) część nosi oficjalnie od 2013 nazwę Chigwaazraii.